# TSV Einheit Lindenthal
Der TSV Einheit Lindenthal ist ein deutscher Sportverein mit Sitz im nördlichen Stadtteil Lindenthal, der sächsischen Stadt Leipzig.

## Geschichte
Der Verein wurde ursprünglich am 17. August 1872 als Allgemeiner Turnverein Lindenthal gegründet. Zu dieser Zeit war der Verein Mitglied der Deutschen Turnerschaft. Am 18. Januar 1925 folgte die Umbenennung in Turn- und Sportverein Lindenthal. Nach dem Zweiten Weltkrieg wurde der Verein zum 19. April 1948 wieder eingetragen. Im Jahr 1956 nimmt der Verein dann den Namen BSG Einheit Lindenthal an. Nach der Wende nahm der Verein den Namen TSV Einheit Lindenthal an.

### Fußball-Abteilung
Im Jahr 1940 gelingt der Mannschaft just der Aufstieg in die 1. Klasse. Die Fußball-Mannschaft spielte nach 1945 zuerst unter dem Namen SG Lindenthal in der einmalig ausgetragenen, zweitklassigen Landesmeisterschaft Sachsen 1948/49 und belegte dort im Bezirk Leipzig mit 9:41 Punkten den 26. und damit letzten Platz nach 25 gespielten Partien.
Zur Saison 1949/50 fand sich die Mannschaft in der Gruppe C der 1. Kreisklasse Leipzig Stadt wieder. In der Saison 1950/51 ist einmalig der Trägerbetrieb-Beiname MAS dem Vereinsnamen in der Tabelle inkludiert. Zur Saison 1953/54 gelingt dann erstmals der Aufstieg in die Bezirksklasse Leipzig, wo man in der Staffel B mit 10:34 Punkten jedoch nur 11. wurde und direkt wieder abstieg. Danach spielte man immer in der 1. Kreisklasse durfte aber zur Saison 1986/87 in die Kreisliga Leipzig Land übergehen. Dort verblieb man auch nach 1990 bis mindestens zur Saison 1995/96.
In der Saison 2003/04 spielt die erste Mannschaft in der Stadtliga Leipzig, steigt in derselben Saison mit 18 Punkten als Vorletzter aber auch ab. Von nun an spielte man in der 1. Kreisklasse, aus der man mit 56 Punkten als Zweiter aber auch direkt wieder Aufstieg. Zurück in der Stadtliga, reichte es aber auch wieder nur für 19 Punkten und damit nicht für den Klassenerhalt. Danach hält man die Liga stets konstant und schafft in der Saison 2016/17 mit 58 Punkten noch einmal einen Aufstieg. In der Stadtklasse wurde man am Ende der Folgesaison mit 17 Punkten jedoch abgeschlagen Letzter und fiel somit zurück in die 1. Kreisklasse. Nach der Spielzeit 2021/22 stieg man auch aus dieser erstmals ab.